# 梅爾維奇
49°59′36″N 24°2′4″E / 49.99333°N 24.03444°E
梅爾維奇（烏克蘭語：Мервичі），是烏克蘭西部的村莊，隸屬利維夫州的利維夫區。該村始建於1377年，面積22.96平方公里，人口1,200，人口密度每平方公里51.69人。